# Rödbent mulmblomfluga
Rödbent mulmblomfluga (Chalcosyrphus valgus) är en tvåvingeart som först beskrevs av Johann Friedrich Gmelin 1790.  Rödbent mulmblomfluga ingår i släktet mulmblomflugor, och familjen blomflugor. Arten är reproducerande i Sverige. Inga underarter finns listade i Catalogue of Life.